# Ideoroncus paranensis
Espèce
Ideoroncus paranensis est une espèce de pseudoscorpions de la famille des Ideoroncidae.

## Distribution
Cette espèce est endémique du Paraná au Brésil,. Elle se rencontre vers Caiobá.

## Étymologie
Son nom d'espèce, composé de paran[a] et du suffixe latin -ensis, « qui vit dans, qui habite », lui a été donné en référence au lieu de sa découverte, le Paraná.

## Publication originale
- (de) Mahnert, 1984 : Beitrag zu einer besseren Kenntnis der Ideoroncidae (Arachnida: Pseudoscorpiones), mit Beschreibung von sechs neuen Arten. Revue Suisse de Zoologie, vol. 91, no 3, p. 651-686 (texte intégral).